# 维莱特里图尔 (奥德省)
维莱特里图尔（法語：Villetritouls）是法国奥德省的一个市镇，属于卡尔卡松区（Carcassonne）拉格拉斯县（Lagrasse）。该市镇2009年时的人口为38人。

## 人口
维莱特里图尔人口变化图示
| 数据来源：INSEE |